# Mjusen
Mjusen är en sjö i Hudiksvalls kommun i Hälsingland och ingår i Nianån-Norralaåns kustområde. Sjön har en area på 0,118 kvadratkilometer och ligger 218,5 meter över havet.

## Delavrinningsområde
Mjusen ingår i det delavrinningsområde (682482-154482) som SMHI kallar för Mynnar i Ysen. Medelhöjden är 249 meter över havet och ytan är 1,56 kvadratkilometer. Det finns inga avrinningsområden uppströms utan avrinningsområdet är högsta punkten. Vattendraget som avvattnar avrinningsområdet har biflödesordning 2, vilket innebär att vattnet flödar genom totalt 2 vattendrag innan det når havet efter 24 kilometer. Avrinningsområdet består mestadels av skog (87 procent). Avrinningsområdet har 0,11 kvadratkilometer vattenytor vilket ger det en sjöprocent på 7,3 procent.